# 新報業媒體
新報業媒體（英語：SPH Media），是新加坡最大報業集團新加坡報業控股在2021年12月1日進行媒體業務轉讓後，實際上的報業控股媒體業務所有者。目前擁有10家以4種官方語言即（英語、馬來語、華語、淡米爾語）發行的報紙、5個中、英语電台頻道以及超过10家期刊雜誌，是新加坡兩大主要媒體之一（另一個是新傳媒私人有限公司）。新報業媒體信託旗下擁有超過2,500名員工，包括一個由大約1,000名記者組成的團隊，其中包括駐紮在世界各地的駐地記者。目前公司CEO是陈英杰，董事會主席則是許文遠。

## 报章
新報業媒體旗下有10家以新加坡4種官方語言（即英語、馬來語、華語、淡米爾語）發行的報紙。
英语
- 《海峽時報》（The Straits Times）
- 《商業時報》（The Business Times）
- 《新報》（The New Paper，電子出版報紙）
- 《tabla!》

华语
- 《聯合早報》
- 《新明日报》
- 《大拇指》（學生報）
- 《早報逗號》

淡米爾語
- 《淡米爾之聲》

馬來語
- 《每日新聞》（Berita Harian）

## 廣播業務
新報業媒體信託也提供電台廣播的服務，主要經營5家以中、英文播音的廣播電台。當中有兩家頻道是以華語播送節目，其餘三家電台以英語廣播，不同頻道的中英文電台，鎖定的目標聽眾群为30歲以上的成年人。
| 頻率      | 電台名稱      | 語言 | 定位                                                       | 開播日期            | 網址                        |
| --------- | ------------- | ---- | ---------------------------------------------------------- | ------------------- | --------------------------- |
| 89.3 MHz  | Money FM 89.3 | 英文 | 財經、商業分析、新聞（部分時段播出成人当代音乐、經典金曲） | 2018年1月29日 08:00 | 網址 （页面存档备份，存于） |
| 91.3 MHz  | One FM 91.3   | 英文 | 經典金曲、成人當代音樂                                     | 2001年10月3日       | 網址 （页面存档备份，存于） |
| 92.0 MHz  | Kiss92 FM     | 英文 | 成人當代音樂                                               | 2012年9月3日        | 網址 （页面存档备份，存于） |
| 96.3 MHz  | 96.3好FM      | 中文 | 當代流行電台、經典華語金曲、新闻、資訊娛樂                 | 2018年1月8日 08:00  | 網址 （页面存档备份，存于） |
| 100.3 MHz | UFM 100.3     | 中文 | 華語流行音樂、40强、新闻、資訊娛樂                         | 2001年10月3日       | 網址 （页面存档备份，存于） |

Money FM 89.3是新加坡首個，也是唯一的商業與個人理財英語電台，專注於本地與國際新聞，市場動態及專家的精闢見解，讓聽眾與時俱進。
One FM 91.3充滿了活力以，「好時光，好歌曲」為口號，播放80年代至今的英语流行歌曲及暢談熱門話題。
Kiss92 FM则為聽眾網羅所有的西洋歌曲，帶來幽默風趣，輕鬆怡情的英语節目。
96.3好FM主打80之90年代的中文經典歌曲，以及提供生活時尚，保健和理財方面的精彩內容。
UFM 100.3主打2000年代的中文流行歌曲。它也提供即時新聞及各類生活時尚資訊等豐富內容。

## 期刊
- 《優1周》：現為新加坡唯一發行紙本版的娛樂生活雜誌（已停刊）
- 女友
- Female
- HWM
- 《时尚芭莎》新加坡版
- 《她的世界》（Her World）
- Home & Decor
- ICON
- The Peak
- Singapore Women's Weekly

## 主要出版的書籍
新報業媒體信託透过其子公司《Straits Times Press》出版各类中英文書籍和期刊。

## 戶外廣告服務
新報業媒體信託亦通過其戶外数码平台《SPHMBO》涉足戶外廣告服務。廣告商今後將有機會在新加坡熱鬧的鄰里或購物中心，使用新報業媒體信託所安裝的戶外/室內數碼LED屏幕来播放自家的商業資訊，借此打響公司品牌或服務。

## 网络业务
- 早报网
- STOMP
- AsiaOne
- HardwareZone

## 网站
- Singapore Press Holdings website （页面存档备份，存于）
- Awedio（新報業媒體數位音訊串流服務）（页面存档备份，存于）